# بيغوت المؤيدي (الأعرج)
بيغوت المؤيدي، هو الأمير بيغوت بن عبد الله من صفر خجا المؤيدي، نائب حماة، الأمير سيف الدين، المعروف بـالأعرج. اشتراه الملك المؤيد شيخ أيام إمرته (المتوفى في الأسكندرية في 28 يناير 1488م)، وأعتقه، وجعله من جملة مماليكه الصغار.

## حياته
لما آلت السلطنة إلى الملك المؤيد جعله من جملة المماليك السلطانية، ثم صار خاصكياً بعد موته. ودام على ذلك إلى أن أنعم عليه الملك الأشرف برسباي بحصة في ناحية مرصفا بالقليوبية، عوضاً عن الأمير سيف الدين يلخجا الساقي؛ فأقام مدة يسيرة، وتوجه بيغوت المذكور إلى جهة إقطاعه المذكور؛ فاجتاز عليه كاشف القيلوبية، ولم ينصف بيغوت هذا، ووقع بينهما كلام بسبب فلاحين الناحية المذكورة؛ فأغلظ الكاشف في الكلام؛ فبادره بيغوت وضربه بالدبوس ضرباً بليغاً؛ فبلغ الملك الأشرف الخبر؛ فرسم بنفيه؛ فنفي إلى دمشق. واستمر بها مدة يسيرة، وأنعم عليه بإمرة عشرين بها، فدام على ذلك مدة، ونقل إلى إمرة طبلخاناه.

## المناصب
ولي نيابة حمص من قبل الملك الظاهر جقمق؛ فباشر نيابة حمص مدة طويلة إلى أن نقل إلى نيابة صفد، بعد انتقال الأمير قاني باي البهلوان منها إلى نيابة حماة في حدود سنة سبع وأربعين وثمانمائة؛ فباشر المذكور نيابة صفد إلى أن نقل منها إلى نيابة حماة، بعد الأمير تنم بن عبد الرزاق المؤيدي المتنقل إلى نيابة حلب بعد موت الأمير برسباي في سنة إحدى وخمسين وثمانمائة؛ فاستمر الأمير بيغوت في نيابة حماة إلى أواخر سنة ثلاث وخمسين شكى منه بعض أهل حماة؛ فحضر ولده إبراهيم إلى الديار المصرية، وأجاب عن والده، وعاد إلى حماة وعلى يده خلعة الاستمرار لوالده. فلم يكن غير أيام قلائل وقتل جمعة بالمعرة من أعمال حماة؛ فشكى أهل من قتل إلى المقام الشريف في نائب حماة المذكور ثانياً؛ فأرسل السلطان السيفي جانم الخاصكي الساقي إلى حماة، وعلى يده مرسوم شريف يتضمن: إمساك ولده الصارمي إبراهيم وابن العجيل شيخ المعرة، وحملهما إلى القاهرة صحبة جانم المذكور، ويكون ابن بيغوت هذا مزنجراً؛ فتوجه جانم إلى أوافى حماة، وأوقف بيغوت على المرسوم الشرف؛ ففي الحال سلم ولده إبراهيم، ووضع الزنجير في عنقه بيده، وقيده، وأرسله إلى السلطان صحبة جانم المذكور، فوصل إلى القاهرة في يوم حادي عشرين المحرم من سنة 854هـ.
وتمثل به جانم بين يدي المواقف الشريفة وبإزائه ابن العجيل؛ فلم يلتفت السلطان إليهما، ورسم بحبسهما بالبرج من قلعة الجبل. ثم بعد أيام قلائل صرح السلطان بعزل بيغوت من نيابة حماة، وولى مكانه الأمير حاج إينال نائب الكرك، ثم بطل ذلك في الحال، وكثر الكلام في حق بيغوت إلى أن رسم السلطان بعزله عن نيابة حماة في يوم الاثنين عشرين ربيع الأول من سنة أربع وخمسين، وتوجهه إلى دمشق بطالاً - والمقصود حبسه بقلعة دمشق - وولى عوضه نيابة حماة الأمير سودون المؤيدي أتابك حلب، وحمل تقليده على يد السيفي سودون الخاصكي أمير آخور السلطان في حال إمرته، وتوجه بمرسوم الأمير بيغوت قرا جانبك الظاهري، أحد رءوس النوب، وتوجها إلى ما ندبا إليه، فقبل أن يصل قرا جانبك إلى بيغوت عصى بيغوت، وخرج من حماة بمن معه إلى جهة الشرق، وورد الخبر بذلك إلى الديار المصرية في يوم الخميس ثامن جمادى الأولى من السنة. واستمر بيغوت عاصياً، وولده إبراهيم محبوساً بالبرج بقلعة الجبل.
ووقع له أمور إلى أن عدى الفرات وانضم على جهان كبر بن علي بك بن قرايلك واستفحل أمرهما، وكثر الكلام في ذلك، فلم يكن بعد قليل إلا وطرق ديار بكر عسكر جهان شاه بن قرا يوسف صاحب تبريز؛ لقتال جهان كير؛ فانهزم جهان كير، وتحصن بآمد، وطلب الأمير بيغوت أن يدخل معه في آمد؛ فامتنع بيغوت من دخول آمد، وأراد التوجه إلى بلاد الروم؛ فعندما توجه في أثناء الطريق صدفه رستم مقدم عساكر جهان شاه؛ فظفر رستم ببيغوت المذكور وبمن معه من مماليكه وبركه؛ فأنزله عنده محتفظاً به نحو ثلاثة أيام، ثم قبض عليه وعلى أمير آخوره، وأودعهما بقلعة الرها، وأرسل رستم يخبر الملك الظاهر بذلك؛ فدام بيغوت محبوساً بقلعة الرها إلى أن طرقها أويس بن علي بك بن قرايلك أخو جهان كير، وملكها عنوة من نائب رستم، وأطلق بيغوت وأمير آخوره وخير بيغوت فيما يرومه، وقال له: إن شئت فتوجه إلى أخي جهان كير بآمد، وإن شئت تروح إلى ابن قرمان؛ فأرسلت معك من يتوجه صحبتك؛ فقال بيغوت: ما أروح إلا نحو الديار المصرية إلى أستاذي؛ فأرسل به إلى البيرة، فأخذه نائبها، وتوجه به إلى حلب وبها نواب البلاد الشامية؛ فأرسل نواب البلاد الشامية يطلبون له من السلطان الأمان، ويشفعون فيه؛ فأجيبوا لذلك، وكتب مرسوم شريف له بقدومه إلى القاهرة معظماً مبجلاً.
وكان الملك الظاهر قد أطلق ولده إبراهيم من البرج قبل ذلك بمدة يسيرة، وجعله من جملة الخاصكية. وقدم بيغوت إلى الديار المصرية في يوم السبت ثالث عشر ربيع الآخرة سنة 855هـ. فأقام بالقاهرة مدة، ثم رسم له بالتوجه إلى دمشق، ورتب له بها ما يكفيه؛ فتوجه إليها، وأقام بها مدة يسيرة، وأنعم عليه بتقدمة ألف بعد موت بردبك العجمي اجلكمي؛ فلم تطل مدته في ذلك غير أيام، ونقل إلى نيابة صفد ثانياً بعد موت الأمير يشبك الحمزاوي، وحمل إليه التشريف والتقليد الأمير يشبك من سلمان شاه المؤيدي، المعروف بالفقيه، أحد أمراء العشرات ورأس نوبة.